# Furnas / Sto.António - Ilha do Pico
Furnas / Sto.António - Ilha do Pico este o arie protejată (arie de protecție specială avifaunistică — SPA) din Portugalia întinsă pe o suprafață de 13,37 ha, integral pe uscat.

## Localizare
Centrul sitului Furnas / Sto.António - Ilha do Pico este situat la coordonatele 38°32′00″N 28°20′00″W / 38.5333°N 28.3333°V.

## Înființare
Situl Furnas / Sto.António - Ilha do Pico a fost declarat arie de protecție specială avifaunistică în martie 1990 pentru a proteja 3 specii de animale.

## Biodiversitate
Situată în ecoregiunea , aria protejată nu include niciun habitat protejat.
La baza desemnării sitului se află mai multe specii protejate de  păsări (3): Calonectris diomedea, Sterna dougallii, chiră de baltă (Sterna hirundo).
Pe lângă speciile protejate, pe teritoriul sitului au mai fost identificate 3 specii de păsări, 1 specie de mamifere.